# CAMK1D
CAMK1D (англ. Calcium/calmodulin dependent protein kinase ID) – білок, який кодується однойменним геном, розташованим у людей на короткому плечі 10-ї хромосоми. Довжина поліпептидного ланцюга білка становить 385 амінокислот, а молекулярна маса — 42 914.
| 10         |  | 20         |  | 30         |  | 40         |  | 50         |
| ---------- |  | ---------- |  | ---------- |  | ---------- |  | ---------- |
| MARENGESSS |  | SWKKQAEDIK |  | KIFEFKETLG |  | TGAFSEVVLA |  | EEKATGKLFA |
| VKCIPKKALK |  | GKESSIENEI |  | AVLRKIKHEN |  | IVALEDIYES |  | PNHLYLVMQL |
| VSGGELFDRI |  | VEKGFYTEKD |  | ASTLIRQVLD |  | AVYYLHRMGI |  | VHRDLKPENL |
| LYYSQDEESK |  | IMISDFGLSK |  | MEGKGDVMST |  | ACGTPGYVAP |  | EVLAQKPYSK |
| AVDCWSIGVI |  | AYILLCGYPP |  | FYDENDSKLF |  | EQILKAEYEF |  | DSPYWDDISD |
| SAKDFIRNLM |  | EKDPNKRYTC |  | EQAARHPWIA |  | GDTALNKNIH |  | ESVSAQIRKN |
| FAKSKWRQAF |  | NATAVVRHMR |  | KLHLGSSLDS |  | SNASVSSSLS |  | LASQKDCLAP |
| STLCSFISSS |  | SGVSGVGAER |  | RPRPTTVTAV |  | HSGSK      |  |            |

A: Аланін

C: Цистеїн

D: Аспарагінова кислота

E: Глутамінова кислота

F: Фенілаланін

G: Гліцин

H: Гістидин

I: Ізолейцин

K: Лізин

L: Лейцин

M: Метіонін

N: Аспарагін

P: Пролін

Q: Глутамін

R: Аргінін

S: Серин

T: Треонін

V: Валін

W: Триптофан

Кодований геном білок за функціями належить до трансфераз, кіназ, серин/треонінових протеїнкіназ, фосфопротеїнів. 
Задіяний у таких біологічних процесах, як запальна відповідь, нейрогенез, альтернативний сплайсинг. 
Білок має сайт для зв'язування з АТФ, нуклеотидами, молекулою кальмодуліну, іоном кальцію. 
Локалізований у цитоплазмі, ядрі.